# Турстан (архиепископ)
Турстан (англ. Thurstan; ум. 6 февраля 1140) — средневековый английский церковный деятель, архиепископ Йоркский (с 1114), победитель шотландской армии в «битве Штандартов» (1138 год).

## Биография
Турстан был сыном некого Ангера, пребендария собора святого Павла в Лондоне, и братом Одоэна (ум. 1139), епископа Эврё. Сам Турстан также служил пребендарием в соборе святого Павла и был священнослужителем при дворах английских королей Вильгельма II и Генриха I. Последний добился избрания Турстана в 1114 году архиепископом Йоркским.

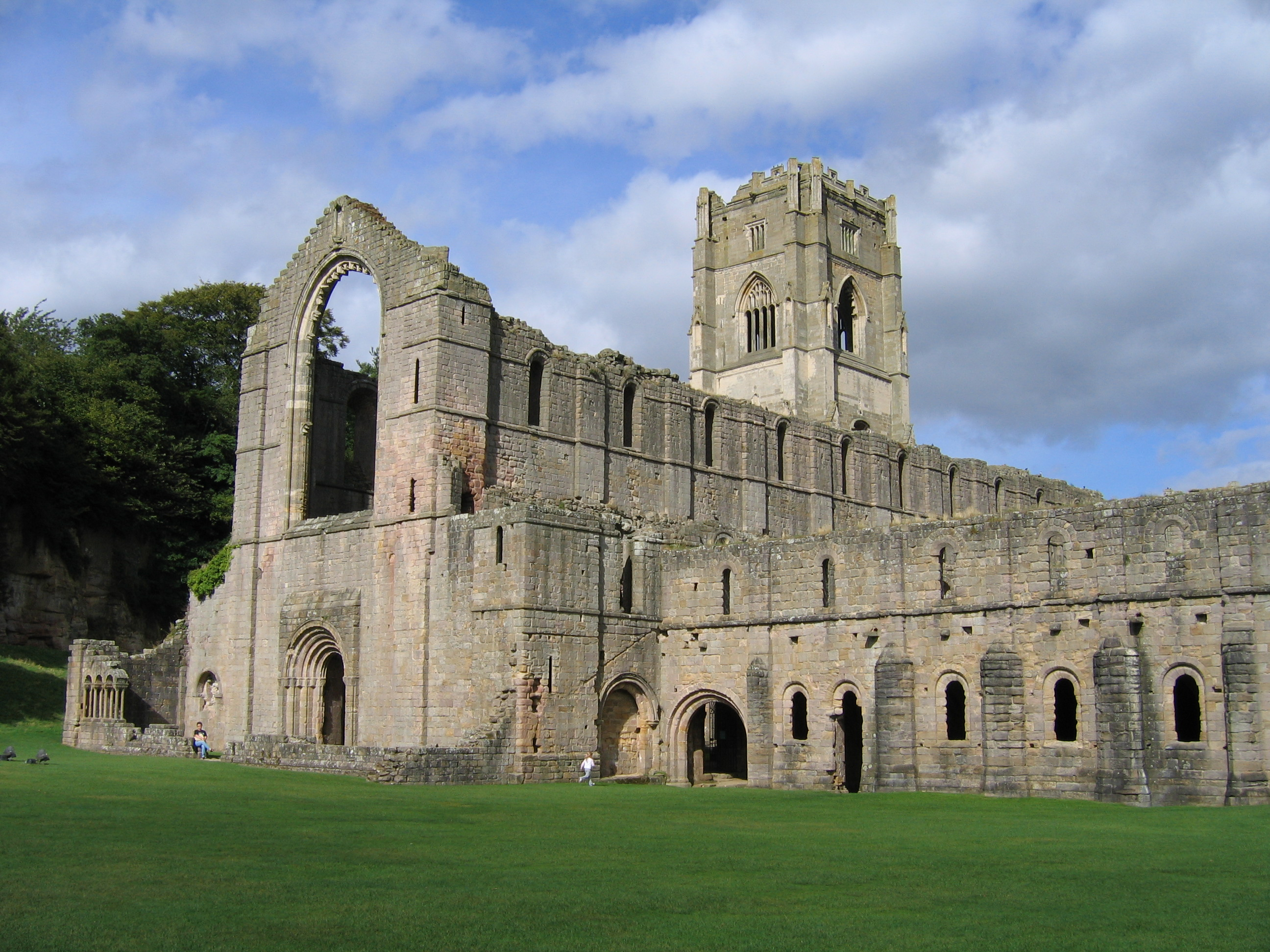
Развалины аббатства Фаунтинс, основанного архиепископом Турстаном

Перед рукоположением Турстана архиепископ Кентерберийский Ральф д’Эскюр потребовал от него признания примата Кентерберийского архиепископства над Йорком. Турстан отказался принести присягу Кентербери, ссылаясь на древние англосаксонские традиции самостоятельности Йоркской митрополии. Между двумя английскими архиепископами вспыхнул конфликт, в котором король Генрих I выступил на стороне Кентербери, а папа римский поддержал Йорк. Турстан обратился к королю с просьбой дать разрешение на его поездку в Рим для передачи конфликта на суд папы Пасхалия II, но получил отказ. На синоде в Солсбери в 1116 году Генрих I в ультимативной форме потребовал от Турстана признать своё подчинение Кентербери, но тот в ответ заявил о снятии с себя сана архиепископа, что, однако, не было осуществлено.
Преемники Пасхалия II, Геласий II и Каликст II, продолжали поддерживать Турстана в его споре с Кентерберийским архиепископом. В октябре 1119 года Турстан был рукоположён архиепископом Йорка в Реймсе самим папой Каликстом II. Раздражённый этим нарушением королевской прерогативы, Генрих I запретил Турстану возвращаться в Англию. Вскоре, однако, архиепископу удалось примириться с королём, и, после некоторого периода службы при Генрихе I в Нормандии, в 1121 году Турстан вернулся в Англию.

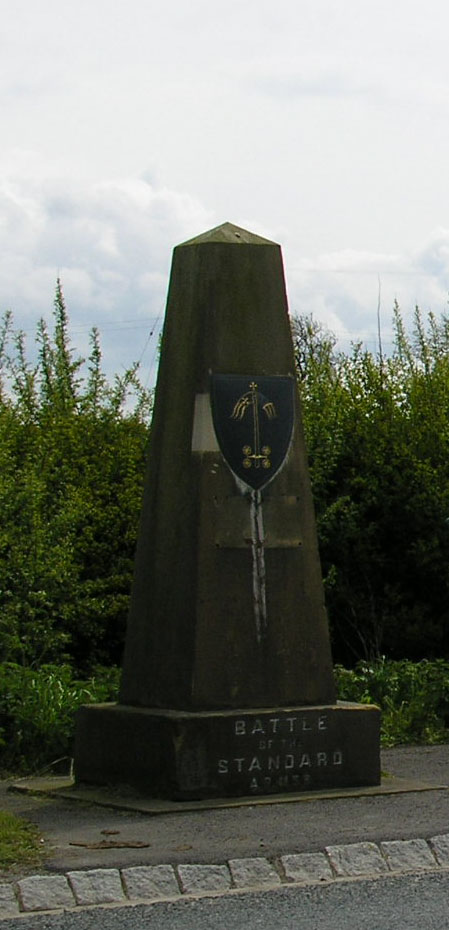
Обелиск на месте «битвы Штандартов»

Одним из главных факторов, ослабляющих позицию Йоркского архиепископства в споре с Кентербери, было крайне малое число епископств, подчинённых Йорку: лишь Даремское епископство в начале XII века считалось суффраганом Йоркской митрополии. В 1133 году было образовано новое епископство Карлайл, чей диоцез охватывал Камберленд и Уэстморленд, которое было подчинено Йорку. Ещё более важным стало восстановление в 1128 году по инициативе Турстана епископства в Уитхорне, в Галлоуэе. Вероятно Турстан договорился об этом с правителем Галлоуэя Фергусом, для которого создание отдельного диоцеза на территории его владений было способом укрепление международного положения своего королевства. Первым епископом Уитхорна стал галлоуэец Гилле Алдан. Восстановление Уитхорнского епископства вызвало конфликт Турстана с епископом Островов, претендовавшим на территорию Галлоуэя. Победителем в этом конфликте вышел Турстан, который получил новое подчинённое епископство, что укрепляло независимый статус Йоркской митрополии.
Конфликт Йорка и Кентербери завершился в 1126 году решением папы Гонория II, который признал, что документы, лёгшие в основу постановления 1072 года о примате Кентерберийского архиепископа над Йоркским, были фальшивыми, и утвердил церковную независимость Йорка от Кентербери. Это была важная победа Турстана, однако лишь временная. В том же году Вильгельм де Корбейль, архиепископ Кентерберийский, добился от папы предоставления ему полномочий папского легата на территории Британских островов, что позволяло ему вмешиваться в дела Йоркского архиепископства и шотландских диоцезов и в дальнейшем послужило новым предлогом для возобновления борьбы за подчинение Йорка.
В период гражданской войны в Англии в конце 1130-х годов Турстан выступил на стороне короля Стефана. Поскольку шотландский король Давид I поддержал императрицу Матильду, Йоркский архиепископ был вынужден взять на себя оборону северных границ Англии. В 1138 году Турстан выступил посредником при заключении англо-шотландского перемирия в Роксборо, которое, однако, было в том же году нарушено Давидом I. Вторжение шотландской армии на территорию Англии было остановлено североанглийским ополчением, набранным Турстаном, и 22 августа 1138 года в «битве Штандартов» отряды архиепископа нанесли сокрушительное поражение шотландцам.
В начале 1140 года Турстан оставил пост архиепископа и удалился в клюнийский монастырь в Понтефракте, где 6 февраля 1140 года скончался. В бытность свою архиепископом Йоркским Турстан основал несколько монастырей в Северной Англии, в том числе аббатства Фаунтинс и Риво, который стали крупнейшими цистерцианскими монастырями Англии.